# Hypnodendrales
Hypnodendrales, red pravih mahovina opisan 2007. godine. Dio je nadreda Bryanae. Postoje četiri porodice.

## Porodice
1. Braithwaiteaceae N. E. Bell, A. E. Newton & D. Quandt
2. Racopilaceae Kindb.
3. Pterobryellaceae (Broth.) W.R. Buck & Vitt
4. Hypnodendraceae Broth.